# 여고괴담 여섯번째 이야기: 모교
《여고괴담 여섯번째 이야기: 모교》는 2021년에 개봉한 대한민국의 공포 영화이다. 《여고괴담 시리즈》의 여섯 번째 작품이다. 2021년 6월 17일에 개봉했으며, 개봉 첫날 한국 박스오피스 4위를 차지했다.

## 캐스팅
- 김서형: 은희 역
- 김현수: 하영 역
- 최리: 소연 역
- 김형서: 재연 역
- 권해효: 배광모 역
- 문경희: 문정 모 역

## 참고 사항
- 영화 감독 故 이춘연의 별세 소식 이후 알려졌다.